# Andrij Rabij
Andrij Rabij, ukr. Андрій Рабій (ur. 1 października 1975 we Lwowie) – ukraiński biskup katolicki Ukraińskiego Kościoła Greckokatolickiego, eparcha pomocniczy Filadelfii w latach 2017-2022, eparcha pomocniczy Winnipeg od 2022.

## Życiorys
Chirotonii udzielił mu 19 grudnia 2001 biskup Stefan Soroka i został inkardynowany do archieparchii Filadelfii. Pracował głównie jako duszpasterz parafialny, był też m.in. protosyncelem archieparchii oraz wicekanclerzem kurii.
Został wybrany biskupem pomocniczym Filadelfii. 8 sierpnia 2017 papież Franciszek zatwierdził ten wybór i nadał mu stolicę tytularną Germaniciana. Chirotonii udzielił mu 3 września 2017 arcybiskup Światosław Szewczuk. 10 listopada 2022 papież Franciszek przeniósł go na stanowisko biskupa pomocniczego archieparchii Winnipeg.